# Javier Salvador Gamarra
Javier Salvador Gamarra (Paraguai, 27 de junho de 1941- Curitiba, 6 de novembro de 2014), foi um médico paraguaio radicado no Brasil, e um dos expoentes da homeopatia brasileira, sendo um dos seus principais precursores. Foi um dos principais responsáveis pela difusão da homeopatia no país.

## Biografia
Emigrou para o Brasil na década de 60, mais precisamente para Curitiba, onde veio a estudar medicina na Universidade Federal do Paraná formando-se no ano de 1967. Adotou a homeopatia como princípio na profissão visto que, para ele, era a especialidade que mais aproximava o médico das causas humanitárias e sociais. Fundou com outros colegas homeopatas a Associação Médica Homeopática do Paraná no ano de 1977, entidade esta que viria a congregar todos os homeopatas do estado, e fator de difusão da homeopatia no estado e no país. Seguidor dos princípios do espiritismo atuou durante anos como palestrante na área, e sempre associou à prática homeopática aos seus princípios de vida. Faleceu em Curitiba em decorrência de um infarto agudo do miocárdio.